# Gérald Kierzek
Pour les articles homonymes, voir Kierzek.
Gérald Kierzek, né à Saint-Étienne (Loire), est un médecin urgentiste français et chroniqueur médical dans les médias.

## Biographie

### Origines et formation
Son père était ouvrier tourneur devenu conseiller en gestion après un baccalauréat à 28 ans, sa mère était secrétaire dans l’éducation.
Après ses études à la faculté de médecine de Saint-Étienne, il obtient l'internat de médecine en 1998 puis choisit la spécialité de santé publique à Paris. Il est titulaire d'une maîtrise de sciences sanitaires et sociales mention santé publique, du diplôme d'État de docteur en médecine, du diplôme d'études spécialisées d'anesthésiologie, de la capacité de médecine de catastrophe et de la capacité de médecine d'urgence.
Il est également titulaire d'un DEA de droit médical (université Montpellier-I) et d'un doctorat de droit privé et sciences criminelles.

### Carrière professionnelle
Il travaille au siège de l'Assistance publique - Hôpitaux de Paris (à la direction de la politique médicale) puis au ministère de la Santé où il collabore à la direction générale de la Santé et au cabinet de Bernard Kouchner, alors ministre de la Santé, sur les États-généraux de la Santé (qui préfigurent la loi sur les droits des malades de 2002).
Il reprend une spécialité d'anesthésie-réanimation puis de médecine d'urgence et de médecine de catastrophe et devient chef de clinique assistant en 2002 dans le service du professeur Pourriat à l'Hôtel-Dieu de Paris, puis praticien hospitalier en 2004. Il est ensuite nommé responsable du service mobile d'urgence et de réanimation (SMUR) de l'Hôtel-Dieu.
Il participe à l'enseignement médical (premier, deuxième et troisième cycles de médecine, université Paris-Descartes), paramédical et coopère à l'international, notamment en Chine, en Tunisie et au Sénégal. Il participe à des nombreuses recherches cliniques institutionnelles (dépistage systématique du VIH par tests rapides aux urgences,, arrêt cardiaque extra-hospitalier, iatrogénie médicamenteuse aux urgences…). Il est auteur ou coauteur de plus de 36 publications internationales à comité de lecture,. Il est membre du jury ou groupe de bibliographie de plusieurs conférences de consensus,,.
En 2008-2009, il part en mobilité au sein de l'équipe du professeur L.J. Morrison à l'université de Toronto (Canada) où il effectue une recherche sur l'information et le consentement des patients en médecine d'urgence. Il participe à cette occasion à la rédaction des recommandations de l'American Heart Association sur la prise en charge de l'arrêt cardiaque.
Il est membre de la Société française de médecine d'urgence, de la Société française de médecine légale, de l'European Society of Emergency Medicine (EuSEM) et de la World Association for Medical Law.
Il est inscrit sur la liste des experts judiciaires 2014-2016 auprès de la cour d'appel de Paris.
Fin 2017, il est chargé par la ministre de la Santé Agnès Buzyn de la mission « Information et médicament » dans les suites de l'affaire Lévothyrox.

### Carrière médiatique
Depuis 2011, il est chroniqueur dans Le Magazine de la santé, sur France 5, et animateur d'un blog sur le site allodocteurs.
Il tient également un blog sur le site du quotidien Le Monde, et contribue aux discussions sur différents sites,.
Durant l'été 2012, il contribue à l'émission Le 5/7 de Dorothée Barba sur France Inter, à la rubrique Les maux de l'été où il évoque, entre autres, « les ressources internet fiables sur la santé », « les traumatismes crâniens », la maladie de « la morve de cheval ».
Il est le chroniqueur médical de l'émission Le Grand 8 entre 2012 et 2016, sur la chaîne D8.
À partir de septembre 2014, il est chroniqueur dans la matinale de Thomas Sotto sur Europe 1 à 6 h 55 et depuis 2016 à 6 h 12 dans Europe1 Bonjour animé par Samuel Étienne puis Raphaëlle Duchemin.
Pour la saison 2017-2018, il intègre la bande de Daphné Bürki les matins sur Europe1 dans l'émission Bonjour la France avec une chronique « Bonjour docteur » et les après-midis sur France 2 dans l'émission Je t'aime, etc.
Entre 2018 et 2022, il intervient sur les chaînes du groupe TF1, en particulier sur LCI et les journaux télévisés de TF1. En 2020, il devient directeur médical de Doctissimo, le site santé du Groupe.
Pendant la pandémie de Covid-19, ses propos modérés lui valent de se démarquer des discours « alarmistes » ou « rassuristes ». Il se positionnera notamment en faveur de la réintégration du personnel soignant non vacciné et pour une stratégie vaccinale ciblée sur les personnes à risque de développer une forme grave de la maladie. Fin 2022, la Haute Autorité de Santé (HAS) adoptera cette position.
À la rentrée 2022, il devient le chroniqueur médical dans les émissions Télématin et Bel & Bien sur France 2.
Côté presse, il assure depuis 2020 une chronique hebdomadaire dans le magazine Télé 7 jours et mensuelle dans VSD (magazine) nouvelle formule, depuis juillet 2023.
Depuis septembre 2023, il assure également une chronique quotidienne sur les ondes de France Bleu. 

### Implication associative et mutualiste
Président-fondateur en 2003 de l'Association des jeunes anesthésistes-réanimateurs (AJAR), il est élu vice-président du syndicat des internes des hôpitaux de Paris chargé des partenariats et représentant de la spécialité anesthésie-réanimation au sein du collège des spécialités.
En 2005, il devient administrateur bénévole du groupe Pasteur Mutualité où il gère plus particulièrement les relations avec les partenaires jeunes médecins : Association nationale des étudiants en médecine de France (ANEMF), Inter-syndicale nationale autonome représentative des internes de médecine générale (ISNAR-IMG), Inter-syndicat national des internes (ISNI), Regroupement autonome des généralistes jeunes installés et remplaçants (ReAGJIR).
Il a été membre de l'Observatoire national du secourisme (au sein du ministère de l’Intérieur) pour l'ordre de Malte et membre de la commission « Jeunes médecins » du Conseil national de l'Ordre des médecins de 2005 à 2010.[réf. souhaitée]

### Engagement et prises de position politiques
En 2011, il fonde l'association « L'hôpital pour tous », membre de la « coordination nationale des comités de défense des hôpitaux et maternités de proximité », qui regroupe soignants et usagers de l'hôpital en réaction au projet de la directrice générale Mireille Faugère de transformer l'Hôtel-Dieu de Paris en siège administratif. Pour lui, l'hôpital doit répondre aux besoins de la population en matière d'accès aux soins et de prévention et il refuse le concept d'hôpital sans lit ou l'« hôpital debout » proposé par le ministre, « cache-misère » d'un démantèlement de l'hôpital public,. Il en dénonce le coût très élevé, tant dans les investissements déjà réalisés (urgences, ophtalmologie, radiologie…) que ceux à venir dans le cadre du transfert du siège, une position soutenue par Dominique Bertinotti lorsqu'elle était maire du 4e arrondissement de Paris avant de devenir ministre. Il interpelle la ministre de la Santé pour sauver l'Hôtel-Dieu, cas d'école du nécessaire changement dans la politique hospitalière,,.
Le 8 juillet 2013, il est démis de ses fonctions de responsable médical du Service mobile d’urgence et de réanimation (Smur) pour « non-respect des obligations de réserve, manque de loyauté au regard du projet de soin et d'organisation du service et mise en cause du chef de service ».
Après que la classe politique dénonce cette sanction due à son activisme, la ministre de la Santé Marisol Touraine annonce le mercredi 10 juillet 2013 la suspension de la fermeture des urgences de l'Hôtel-Dieu prévue initialement le 4 novembre 2013 en raison de « la dégradation du climat social », en indiquant ne pas vouloir prendre de risques pour les urgences parisiennes.
Le 1er novembre 2013, il organise avec les membres de l'association « L'hôpital pour tous » l'enterrement symbolique, au Panthéon, de la « première victime, morte d'avoir trop attendu des soins faute de place, car plus on attend, plus on meurt ».
Il concourt à des actions comme l'hébergement des SDF à l'Hôtel-Dieu, la défense d'une interne de l'AP-HP au cœur d'une polémique après des vidéos où elle dénonce les conditions de travail dans les hôpitaux ou encore fustige la réduction des capacités d'hospitalisation de proximité sur le territoire aboutissant à une saturation quotidienne des urgences.

## Publications

### Publications
Gérald Kierzek est l'auteur ou a collaboré aux publications suivantes.
- Projet pilote d'élaboration puis d'évaluation d'un score évolutif pour les patients en crise d'asthme pris en charge en pré-hospitalier, 2002[37].
- « Sédation des états d'agitation aux urgences », août 2007[38].
- Iconographie décisive en anesthésie-réanimation, 2008  (ISBN 2-35447-080-0)[39].
- Prévention en médecine générale, 2008  (ISBN 2-35447-090-8)[40].
- Environnement de l'urgence, 2009  (ISBN 2-35447-128-9)[41].
- Urgences vitales cardiopulmonaires et toxiques, 2010  (ISBN 2-35447-152-1)[42].
- Les gestes de l'urgence, 2010  (ISBN 2-35447-165-3)[43].
- Imagerie décisive en cardiologie : 15 pathologies et imageries illustrées et commentées, 2010  (ISBN 2-35447-159-9)[44].
- 15 gestes infirmiers illustrés et commentés, 2010  (ISBN 2-35447-171-8)[45].
- 15 gestes infirmiers en immobilisations et gypsothérapie, 2011  (ISBN 2-35447-202-1)[46].
- (en) Modest public health impact of nontargeted human immunodeficiency virus screening in 29 emergency departments., 2011[47].
- 15 gestes infirmiers en soins intensifs, 2011  (ISBN 2-35447-196-3)[48].
- Les nouvelles techniques de l'urgence, 2011  (ISBN 2-35447-170-X).
- Urgences vitales urogynécologiques, neurologiques, digestives et métaboliques, 2011  (ISBN 2-35447-190-4).
- 20 tableaux cliniques courants et leur bilan biologique, 2011  (ISBN 2-35447-190-4).
- Scores et évaluations en cardiologie, 2012  (ISBN 2-35447-228-5).

### Ouvrages
- 101 conseils pour ne pas atterrir aux urgences, Éditions Robert Laffont, préfacé par Michel Cymes (mars 2014)[49] ;
- Ayez les bons réflexes, Éditions Fayard (novembre 2016)[50] ;
- Coronavirus, comment se protéger ?[51], Éditions de l'Archipel, intégralité des droits d'auteurs reversée à l'institut Pasteur, mars 2020  (ISBN 9782377355242)
- Votre santé dans le monde d'après, préparez là aujourd'hui ! Editions du Rocher, février 2022
- Deyrolle - Leçons d'anatomie, Éditions Albin Michel, novembre 2023